# Błahodatne (rejon tulczyński)
Blahodatne (ukr. Благодатне) – wieś na Ukrainie, w obwodzie winnickim, w rejonie tomaszpolskim.
W czasach Rzeczypospolitej wieś leżała w województwie bracławskim. Odpadła od Polski w wyniku II rozbioru.